# Pollenia grunini
Pollenia grunini este o specie de muște din genul Pollenia, familia Calliphoridae, descrisă de Knut Rognes în anul 1988. Conform Catalogue of Life specia Pollenia grunini nu are subspecii cunoscute.